# Sedmihradské knížectví
Sedmihradské knížectví (maďarsky Erdélyi Fejedelemség, latinsky Principatus Transsilvaniae, německy Fürstentum Siebenbürgen, rumunsky Principatul Transilvaniei nebo Principatul Ardealului, turecky Erdel Voyvodalığı nebo Transilvanya Prensliği) byl polonezávislý vazalský stát Osmanské říše pod vládou kalvinistických maďarských knížat. Jako vazalský stát existovalo mezi lety 1571–1711. Poté bylo připojeno jako jedna ze zemí k Habsburské monarchii a rámci ní existovalo až do roku 1765, kdy bylo Marií Terezií povýšeno na velkoknížectví.
Po opětovném připojení k zemím habsburské monarchie (od které se odtrhlo v roce 1541) byly roku 1744 zrušeny všechny zákony o právu k volbě knížete a tak se knížecí titul stal dědičným v rodě habsbursko-lotrinském.

## Symbolika

vlajky Sedmihradska:
vlajka se znakem Báthoryů, 1601
vlajka sedmihradského knížete Gabriela Betlena, 1615
vlajka Františka II. Rákocziho, který usiloval o uherskou korunu, červené a bílé pruhy odkazují k Arpádovcům

znak:
Sedmihradský znak z rukopisu z roku 1530
Hulsiova verze znaku z roku 1596
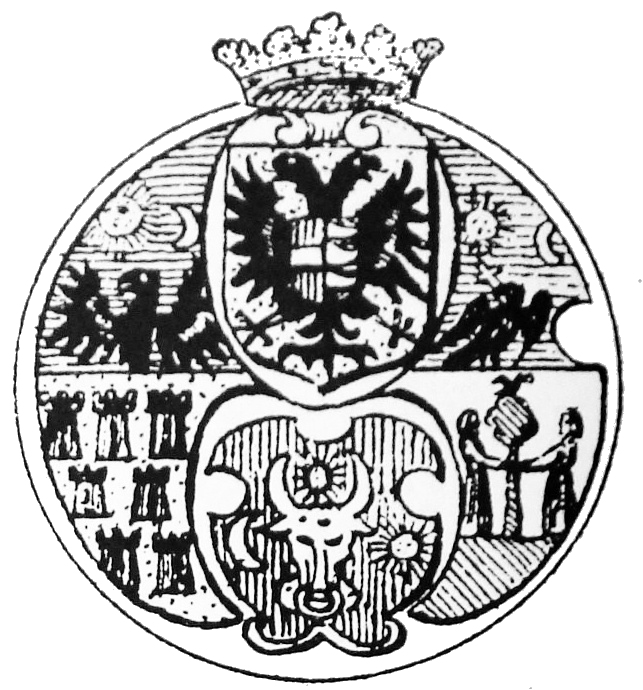
znak Michaela Chrabrého, knížete valašského, sedmihradského a moldavského